# Jack Palance
Jack Palance (Lattimer, Pennsylvania, 1919. február 18. – Montecito, Kalifornia, 2006. november 10.) Oscar-, Golden Globe- és Primetime Emmy-díjas amerikai színész.

## A korai évek
Jack Palance 1919-ben látta meg a napvilágot a Pennsylvaniai Hazle Townshipben. Szülei ukrán bevándorlók voltak, így a színész eredeti neve; Volodymyr Palahniuk. Az 1930-as években Palace jókötésű fiatalembernek számított, és erejét a bokszban próbálta meg kamatoztatni. Ökölvívónak állt és Jack Brazzo néven jó ideig űzte ezt a sportot. Sportsikereinek köszönhetően profi öklözőként képzelte el karrierjét, és valószínűleg véghez is vitte volna tervét, ha közben nem kap behívót az amerikai hadseregtől. A második világháborúban a légierőnél szolgált, és pilótaként több vadászgépet is vezetett. A háború végét követően már nem mehetett vissza bokszolónak, így más területen kellett próbálkoznia. Ekkor döntött úgy, hogy színész lesz. A Stanford University dráma szakán végzett, és 1947-ben már bemutatkozhatott a Broadway színpadán is, 1950-ben pedig megkapta élete első filmszerepét is.

## Pályafutása
A mozivásznon való debütálása után két évvel, már az Oscar gálán is tiszteletét tehette, hiszen a Hirtelen félelem című filmért jelölték a legjobb férfi mellékszereplő kategóriában. 1953-ban Az apacsok nyila című westernben Charlton Heston oldalán tűnik fel, ezt követően pedig az Idegen a vadnyugaton című alkotásban látható, melyért újfent Oscar-díjra jelölik. 1954-ben a hun Attilát formálja meg az Attila, a hunok királya című filmben. 1962-ben Anthony Quinn partnereként látható a Barabás-ban, majd Franco Nero oldalán tűnik fel 1968-ban, A zsoldos című filmben. Közben sokszor vállal szerepeket főleg western témájú filmekben, melyek közül is az egyik legemlékezetesebb a Charles Bronson főszereplésével készült Chato földje. Palance nem vetette meg az eurowesterneket sem, noha erről számos kollégájának igen rossz volt a véleménye akkoriban. A spagettiwesternek közül A zsoldos már említésre került, Neróval és Sergio Corbuccival az előző film rendezőjével 1970-ben leforgatták az Egy kincskereső Mexikóban-t, sőt magával Bud Spencerrel is játszott egy westernben a Vadnyugati Casanová-ban. További három spagettiwesternben is játszott amelyek már nem voltak túlságosan népszerűek (az egyiket már Izraelben forgatták). 
Ezután egészen a nyolcvanas évek végéig elég szürkén telnek az évek a színész számára és nem sikerül kiemelkedőt nyújtania. 1988-ban aztán a Tango és Cash "rosszfiúja" ismét elismerést hoz számára, egy évvel később pedig szerepet kap a Batman című Tim Burton-féle képregényadaptációban is. Ezután egy hároméves szünet következik a színész pályafutásában, majd 1992-ben tér vissza a mozivászonra az Irány Colorado! című vígjátékban. A filmben egy vén martalóc cowboyt alakít, aki három városi férfit avat be az élet rejtelmeibe. Több mint negyven év telt el a legutóbbi jelölése óta, de élete harmadik jelölését végre sikerült díjra váltania – 73 éves volt ekkor. Köszönőbeszéde az egyik legfelkavaróbb volt az Oscar történetében. Az idős színész a korosodó kollégái fájdalmas mellőzéséről fejtette ki a véleményét és ekkor mindenki legnagyobb meglepetésére több egykezes fekvőtámasszal demonstrálta, hogy kora ellenére még mindig kirobbanó formában van, és nem örül neki, hogy így bánnak az idős sztárokkal az álomgyárban. Ezen tettét követően azonban mégis nehezen tudott csak munkát találni, így 1994-ben a Rendőrvicc című akció-vígjátékban szerepelt Chevy Chase oldalán és szintén ebben az évben elkészítette az Irány Colorado! 2. – Curly aranya folytatást is. 2004-ben állt utoljára a kamerák elé.

## Magánélete
Palance élete során két felesége volt. Az első felesége Virginia Baker, 1949-től 1968-ig, három gyerekük született: Holly (1950), aki színésznő, Brooke (1952), és Cody (1955-1998). 2003 új évének első napján, Los Angelesben Bakert halálra gázolta egy autós.
1987 májusában, Palance elvette második nejét, Elaine Rogerst.
Palance lánya, Brooke feleségül ment Michael Wilding Sr. (1912-1979) és Elizabeth Taylor fiához, Michael Howard Wildinghez, akitől három gyermeke született.
Fia, Cody színészként apjával is játszott közös filmekben, például az 1988-as A vadnyugat fiaiban, melyben egy péket alakított, valamint a Kincses sziget 1999-es tévés feldolgozásában, ahol a vak Pew szerepét kapta. Cody rosszindulatú melanómában halt meg 42 évesen, 1998. július 16-án. Cody nemcsak színész, hanem zenész is volt. Palance házigazdája volt a Cody Palance Memorial Golf Classicnak, ahol felhívta a figyelmet bizonyos forrásokra, egy Los Angelesben lévő rákközpont számára.
Palance-ről kiderült, hogy Chuck Palahniuk szatirikus regényíró és újságíró távoli nagybátyja volt.
Palance festett és értékesített művészi tájképeket, és minden képe hátoldalán egy vers szerepelt. Szerzője volt a The Forest of Lovenak és az 1996-ban megjelent verseskötetnek a Summerhouse Pressnek. Valamint a Republikánus Párt támogatója is volt.
Palance elismerte, hogy volt egy életen át tartó kötődése a Pennsylvaniai örökségéhez és amikor ideje engedte, ellátogatott oda. Röviddel halála előtt, a Butler Township farmját eladásra helyezte, továbbá személyes művészeti gyűjteményét pedig árverésre.

## Halála
Utolsó éveit, a Dél-Kaliforniai, Tehachapi közelében töltötte el. 2006. november 10.-én 87 évesen halt meg természetes halállal, lánya Holly otthonában, a Kaliforniai Montecitoban. Halála után elhamvasztották. Hamvait a családja és a barátai őrzik.

## Filmszerepei
- Halls of Montezuma (1950) – Pigeon Lane
- Pánik az utcán (1950) – Blackie
- Idegen a vadnyugaton (1953) – Jack Wilson
- Az apacsok nyila (1953) – Toriano
- Ember a padláson (1953) - Mr. Slade
- The Silver Chalice (1954) – Simon, a mágus
- Attila, a hunok királya (1954) – Attila
- A nagy kés (1955) – Charles Castle
- Roham (1956) – Joe Costa hadnagy
- Tíz másodperc a pokolban (1959) – Eric Koertner
- Az utolsó ítélet (1961) – Matteoni
- Barabás (1962) – Torvald
- A megvetés (1963) – Jeremy Prokosch
- Egyszer egy tolvaj (1965) – Walter Pedak
- Szerencsevadászok(1966) – Jesus Raza
- Gyötrelmek kertje (1967) – Ronald Wyatt
- A zsoldos (1968) – Ricciolo - „Curly”
- Monte Walsh: Az utolsó cowboy (1970) – Chet Rollins
- Egy kincskereső Mexikóban (1970) – John Svedese
- Vadnyugati Casanova (1972) – Sonny Bronston
- Chato földje (1972) – (TV film) – Quincey Whitmore kapitány
- Oklahoma olaja (1973) – Hellman
- Craze (1974) – Neal Mottram
- Az ápolónő (1975) – Mr. Kitch
- Afrikai expressz (1975) – Robert Preston / Willaim Hunter
- Szafari expressz (1976) – Van Daalen
- Isten fegyvere (1976) – Sam Clayton
- Fekete erotika (Eva Nera); Judas Carmichael
- A gyilkos héja (1980) – Voltan (A Sólyom bosszúja címen is)
- Bagdad Café (1987) – Rudi Cox
- Gor (1987) – Xenos
- A vadnyugat fiai (1988) – L. G. Murphy
- Gor 2. (1988) – Xenos
- Tango és Cash (1989) – Yves Perret
- Batman (1989) – Grissom
- Irány Colorado! (1991) – Curly
- Cyborg 2. - Üvegárnyék (1993) – Mercy
- Szürkületi zóna (1994) – (TV film) – Jeremy Wheaton
- Rendőrvicc (1994) – Jake Stone
- Irány Colorado! 2. - Curly aranya (1994) – Duke Washburn
- Hattyúhercegnő (1994) – Sir Rothbart (hang)
- Vad nők (1995) – (minisorozat) – Bartle Bone
- Ebenezer (1997) – (TV film) – Ebenezer Scrooge
- Marco Polo hihetetlen kalandjai (1998) – Beelzebub
- A tél vége (1999) – (TV film) – John
- Treasure Island (1999) – Long John Silver
- Táncos visszatér (2001) – (TV film) – Richards, az öregember
- Kapcsolat a mennyországgal (2002) – (TV film) – Allan Van Praagh
- Vissza a múltba (2004) – (TV film) – Paul „Poppy” Davitch

## Fontosabb díjak és jelölések
- díj: Oscar-díj – Legjobb férfi mellékszereplő – Irány Colorado! (1992)
- díj: Golden Globe-díj – Legjobb férfi mellékszereplő – Irány Colorado! (1992)
- díj: Amerikai Komédia-díj – Legkomikusabb férfi mellékszereplő – Irány Colorado! (1992)
- díj: Arany Csizma-díj (1993)
- díj: DVD Exclusive-díj – Legjobb férfi mellékszereplő – Táncos visszatér (2001)
- díj: WorldFest Flagstaff – Életműdíj (1998)
- jelölés: Oscar-díj – Legjobb férfi mellékszereplő – Idegen a vadnyugaton (1954)
- jelölés: Oscar-díj – Legjobb férfi mellékszereplő – Hirtelen félelem (1953)

## Fordítás
- Ez a szócikk részben vagy egészben  a   Jack Palance című angol Wikipédia-szócikk fordításán alapul.  Az eredeti cikk szerkesztőit annak laptörténete sorolja fel. Ez a jelzés csupán a megfogalmazás eredetét és a szerzői jogokat jelzi, nem szolgál a cikkben szereplő információk forrásmegjelöléseként.